# Drusilla foeda
Drusilla foeda (лат.) — вид жуков-стафилинид рода Drusilla из подсемейства Aleocharinae.

## Распространение
Юго-Восточная Азия: Сабах (остров Калимантан, Малайзия).

## Описание
Мелкие коротконадкрылые жуки, длина около 4 мм. Голова без дискального вдавления, гранулярность переднеспинки однообразная, брюшко желтовато-коричневое с коричневой каймой по заднему краю. 11-й членик усика одноцветный, 9-й членик длиннее своей ширины, предпоследний членик поперечный. Тело блестящее, желто-коричневое, кроме желтого основания надкрылий, и коричневыми третьими, четвертыми и пятыми тергитами; желто-коричневые усики с двумя жёлтыми базальными антенномерами; красновато-желтые ноги. Зернистость головы мелкая и очень выпуклая, переднеспинки грубая и также выпуклая. Пунктировка надкрылий сильная, чёткая и плотная. Антенны относительно длинные. Переднеспинка длиннее ширины, с широкой центральной бороздкой. Голова относительно небольшая и округлая, с чётко выраженной шеей и с очень коротким затылочным швом, оканчивающимся проксимальнее щеки.

## Систематика
Вид был впервые описан в 2008 году итальянским энтомологом Роберто Пачэ (1935—2017). Новый вид похож на Drusilla divergens с Борнео. Отличается отношением длины к ширине переднеспинки, которое составляет 1,11, тогда как у D. divergens оно равно 0,93, поперечными члениками усика от четвёртого до восьмого (длина которых превышает ширину у D. divergens), острая вершина эдеагуса, которая усеченная у D. divergens. Вид и род относят к подтрибе Myrmedoniina в составе трибы Lomechusini.